# جون كراوس
جون كراوس (11 نوفمبر 1983 بفرامينغهام في الولايات المتحدة - ) هو لاعب كرة قدم بورتوريكي في مركز الدفاع. شارك مع منتخب بورتوريكو لكرة القدم. أما مع النوادي، فقد لعب مع نادي شمال كارولاينا وCincinnati Kings ‏ وPuerto Rico Islanders ‏ وWilmington Hammerheads FC ‏ ونادي غوادالاخارا (نادي كرة قدم) وHòa Phát Hà Nội FC ‏ وMonterrey La Raza (2007–2010) ‏ وCape Cod Crusaders ‏ وBeijing Sport University F.C. ‏ وMassachusetts Twisters ‏ وWorcester Kings ‏.

## روابط خارجية
- جون كراوس على موقع قاعدة بيانات كرة القدم.إي يو (الإنجليزية)
- جون كراوس على موقع ناشيونال فوتبول تيمز (الإنجليزية)
- جون كراوس على موقع Soccerway.com (الإنجليزية)